# Robert Lovell
Robert Lovell (ur. 1771 w Bristolu, zm. 1796) – poeta angielski z kręgu Roberta Southeya i Samuela Taylora Coleridge’a, entuzjasta utopijnej pantysokracji.  

## Życie i twórczość
Urodził się w 1771 w Bristolu w zamożnej rodzinie kwakierskiej jako jedno z dziesięciorga dzieci. Ojciec Robert (1746-1804) początkowo trudnił się robieniem mebli, a w wieku czterdziestu lat został właścicielem wytwórni szpilek Robert Lovell & Company. Matka, Edith Lovell z domu Bourne, zginęła tragicznie w 1781 roku, wracając z odwiedzin u krewnych w Irlandii statkiem. Jednostka rozbiła się z powodu niezapalonego światła w latarni morskiej (przyczyną była śmierć latarnika) i zatonęła wraz z pasażerami i załogą.
Uczęszczał do charytatywnej szkoły o historycznych tradycjach, Christ’s Hospital School w Londynie, a następnie studiował w Balliol College w Oksfordzie.
W grudniu 1793 roku w Bristolu poznał Roberta Southeya. Zbliżyły ich demokratyczne przekonania i literackie zamiłowania.
W 1794 ukazał się najbardziej znany utwór Lovella Bristol: A Satire.  Jak sugeruje tytuł, jest to satyra na ówczesny Bristol – miasto przesiąknięte atmosferą komercjalizmu, miasto, którego mieszkańcy martwią się tylko o to „jak idzie cukier, jaka jest cena rumu, jak stoją akcje, kto umarł, kto zbankrutował, a kto uciekł.” (‘How goes sugar? What’s the price of rum? What ships arrived? and how are stocks today? Who’s dead? who’s broken? and who’s run away?’)
20 stycznia 1794 Lovell poślubił Mary Fricker, aktorkę, siostrę Sary Fricker – późniejszej żony Samuela Coleridge’a i Edith Fricker, która poślubiła Roberta Southeya. Mieli jednego syna, Roberta (1796-1836). 
W grudniu 1794 wyszedł wspólny zbiór poezji Poems  Lovella i Southey‘a, w którym Southey podpisał swoje wiersze „Bion”, Lovell zaś ukrył się pod pseudonimem „Moschus”. Wcześniej,  sierpniu 1794 współpracował z Southeyem i Coleridgem przy pisaniu sztuki Upadek Robespierre’a, ale ostatecznie Coleridge nie zaakceptował napisanego przez niego aktu, co sprawiło, że ich współpraca literacka nie powtórzyła się.
Nie zburzyło to jednak wspólnych planów osiedlenia się nad brzegiem rzeki Susquehanna i założenia tam pantysokratycznej kolonii. Lovell planował zamieszkać w komunie ze swoją żoną, bratem i dwiema siostrami. 
Zmarł niespodziewanie 3 maja 1796 z powodu wysokiej gorączki, której dostał podczas podróży do Salisbury. Robert Southey otoczył opieką jego żonę i syna, równocześnie zabiegając o wydanie nieopublikowanych utworów Lovella, co się jednak nie udało. 
Później utwory Lovella znalazły się w zbiorach: the Annual Anthology (1799 and 1800) i Specimens of the Later English Poets (1807).